# Roland von Huene
Roland von Huene (* 30. Januar 1929 in Los Angeles, Kalifornien) ist ein US-amerikanischer Geologe und Meeresforscher.
Roland von Huene ist der Sohn eines estnischen Einwanderers (aus dem Adelsgeschlecht Hoyningen-Huene), der Ingenieur am Caltech war. Er studierte an der University of California, Los Angeles (UCLA), und als Fulbright-Stipendiat an der Universität Innsbruck. 1960 wurde er an der UCLA promoviert. Danach arbeitete er für die US Navy und danach für den US Geological Survey (USGS). 1967 bis 1989 arbeitete er in der Abteilung mariner Geologie des Pazifik des USGS in Menlo Park. 1989 wurde er Professor und Direktor der Abteilung marine Geodynamik am GEOMAR in Kiel. Nach seiner Emeritierung 1996 wurde er Adjunct Professor an der University of California, Davis.
2001 erhielt er die Gustav-Steinmann-Medaille für fundamentale Arbeiten über die Geologie konvergenter Plattenränder. Unter anderem zeigte er die große Rolle, die Erosion bei deren Formung spielt, während vorher meist angenommen wurde, das Akkretionsprozesse dominant waren. Er fand Hinweise auf Subduktions-Erosion unter anderem an den Plattenrändern in Japan, Chile, Guatemala und Peru.
Er ist Fellow der American Geophysical Union. 2010 erhielt er die Arthur Holmes Medal.

## Schriften
- mit Cesar R. Ranero: Wenn Tiefseeberge das Festland rammen, Spektrum der Wissenschaft 2001, Heft 2